# Margret Nissen
Pour les articles homonymes, voir Nissen.
Margret Nissen (née le 19 juin 1938 sous le nom de jeune fille Margarete Speer) est une photographe allemande. Elle est la fille d'Albert Speer, qui fait partie du cercle des intimes d'Adolf Hitler, et l'architecte en chef du Troisième Reich. Il est condamné à vingt ans de prison pour crimes contre l'humanité au procès de Nuremberg après la Seconde Guerre mondiale. Elle est également la sœur de Albert Speer junior, architecte de renom, et de la parlementaire du parti vert Hilde Schramm.
Margret habite à Obersalzberg jusqu'à la fin de la guerre. Après l'emprisonnement de son père, la famille s’installe à Heidelberg où elle étudie l'archéologie. Le 14 avril 1962, elle épouse l'archéologue Hans Nissen et ils vivent deux ans à Bagdad. Margret entreprend de devenir une photographe principalement autodidacte. Depuis 1980, son travail est principalement montré lors d'expositions à Berlin. En tant que photographe de l'architecture, elle travaille à l'exposition de Berlin « Topographie des Terrors ».

## Ouvrage
- Margret Speer, Sind Sie die Tochter Speer?, Deutsche Verlags-Anstalt, Munich, 2004  (ISBN 3-421-05844-X).